# Chiesa di Santa Teresa (Torino)
La chiesa di Santa Teresa è un edificio religioso di Torino, in stile barocco, sito in Via Santa Teresa, perpendicolarmente e non lontano da Piazza San Carlo.

## Storia
La chiesa fu costruita per i padri carmelitani su iniziativa della Madama Reale Cristina di Francia nel 1642, nell'ambito del nuovo ampliamento della città; sembra infatti che nel cantiere venissero utilizzate le pietre dell'adiacente Porta Marmorea, una delle quattro porte di epoca romana. Il progetto viene tradizionalmente attribuito ad Andrea Costaguta, anch'egli carmelitano, molto legato alla casa regnante sabauda, che portò la fabbrica quasi a completamento, sostituito dal confratello Alessandro Valperga.
La facciata è del 1764 e fu donata dall’Arcivescovo di Torino Cardinale Giambattista Roero di Pralormo, il cui stemma adorna la facciata e il cui monumento funebre si trova all’interno. Il cardinale è menzionato nella dedicata sulla facciata.
La chiesa subì rilevanti danni dai bombardamenti del 1943, la facciata rischiò di staccarsi e parte del tetto venne distrutto provocando danni all'interno tra cui una delle due porte intarsiate dal celebre ebanista Pietro Piffetti. Gli eventi bellici sono inoltre responsabili della distruzione degli edifici attigui, poi ricostruiti nel secondo dopoguerra.

## Descrizione

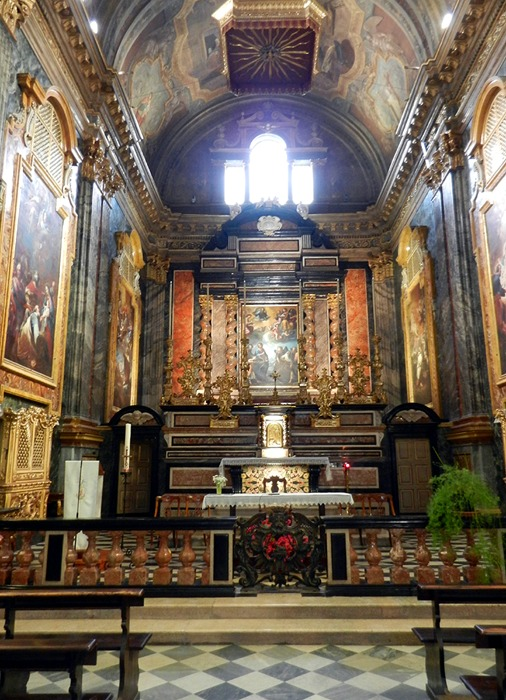
L'altare maggiore

La facciata fu realizzata nel 1764 su progetto di CARLO FILIPPO ALIBERTI. L’ordine inferiore è scandito da paraste laterali e quattro colonne con capitelli compositi ai lati del portale d’ingresso con timpano a lunetta ornato da festoni. Nell’ordine superiore prosegue la ripartizione per mezzo di colonne e paraste e tra le colonne ai lati del finestrone sono inserite le statue della Religione a sinistra e della Carità a destra.
L'interno è a croce latina con un’unica navata e sei cappelle laterali scandite da paraste scanalate con capitelli corinzi dorati, intercomunicanti tra loro per mezzo di porte con battenti in legno intarsiato e sormontate da cupolette con oculo centrale, quasi tutte decorate ad affresco. Le pareti laterali delle arcate delle cappelle presentano attualmente decorazioni a finto marmo su cui sono applicate decorazioni floreali.
Addossati alle paraste che separano le Cappelle sono collocati dei magnifici confessionali in legno intagliato. È in legno intagliato anche il pulpito con baldacchino, posto sulla destra, al fondo della navata.
In controfacciata, sopra al portale è collocato l’organo a canne all’interno di una magnifica cassa intagliata in stile tardo-barocco con ornati dorati su fondo bianco.
La prima a sinistra è la Cappella di Sant’Anna, già di San Giusto, riedificata nel 1769 su progetto di GIOVANNI TOMMASO PRUNOTTO da FRANCESCO VANOGLIO e modificata nel 1939. Sull'altare in marmo, tra le colonne con capitelli compositi che sostengono un timpano arcuato interrotto, è collocata la tela settecentesca di VITTORIO AMEDEO RAPOUS raffigurante i Santi Anna e Gioacchino con Maria Bambina. Nella nicchia sulla parete sinistra è collocato il fonte battesimale in marmo del 1744.
La successiva è la Cappella intitolata dal 1826 alle Anime Purganti e alla Madonna del Carmine, già di San Giuseppe. Eretta tra il 1685-’88 su progetto di ALESSANDRO VALPERGA, fu decorata da pitture non più esistenti di GIOVANNI ANTONIO BURRINI per quanto riguarda le figure e di TOMMASO ALDROVANDINI per le quadrature e da marmi e sculture di GIUSEPPE CARLONE e GIACOMO VIANELLO. Sull'altare in marmo del 1688 vi è la statua in legno dorato del 1726 che rappresenta la Madonna col Bambino, collocata in una teca. Sulla parete destra è la tela seicentesca di BARTOLOMEO CARAVOGLIA raffigurante Santa Teresa d’Avila.
La terza Cappella a sinistra è quella del Crocifisso, edificata nel 1677 su progetto di ALESSANDRO VALPERGA, realizzata da GIUSEPPE SALA e affrescata da GIOVANNI PAOLO RECCHI. Il Crocifisso sull'altare in marmo del XVII secolo è attribuito a STEFANO MARIA CLEMENTE. Ai lati, nelle nicchie tra le colonne tortili, sono presenti le statue della Madonna e di San Giovanni Battista. Sulle pareti laterali sono presenti gli episodi della Flagellazione e della Caduta di Gesù.
Nel transetto sinistro è la Cappella di San Giuseppe progettata tra il 1733-’35 da FILIPPO JUVARRA per volere di Carlo Emanuele III. Lo stesso altare fu ideato da F. JUVARRA e realizzato da suo nipote, SIMONE MARTINEZ MARTINEZ che realizzò il gruppo in marmo bianco che raffigura San Giuseppe in gloria con Gesù Bambino (1736), coronato dalle statue allegoriche della Fede a destra e della Carità a sinistra, in asse con le sottostanti colonne più esterne (sei in totale con capitelli compositi). La volta a botte fu decorata ad affresco da CORRADO GIAQUINTO con la Gloria di San Giuseppe. Sulle pareti laterali sono presenti due pale di C. GIAQUINTO che illustrano il Riposo durante la Fuga in Egitto ed il Transito di Giuseppe (1735-’39) e due porte intarsiate da PIETRO PIFFETTI nel 1745 con legni pregiati, avorio e madreperla. Accanto ad esse sono due grandiosi ceri intagliati e dorati.
La cupola, all’incrocio con il transetto, fu decorata nel 1820 da LUIGI VACCA che vi raffigurò la Gloria di Santa Teresa e di San Giovanni della Croce e gli Evangelisti nei pennacchi. 
Al centro del presbiterio si trova l'altare maggiore del 1681, ma rimaneggiato nel 1844; il paliotto in stucco raffigura l'Immacolata entro estrosi ornati ad intreccio. Tra le colonne a spirale dell’altare è la pala con la Trasverberazione di Santa Teresa d’Avila, opera del 1640 attribuita a GUGLIELMO CACCIA detto il MONCALVO. RODOLFO MORGARI nel 1878 dipinse ad affresco sulla volta a botte del coro, divisa in due campate, la Transverberazione e la Morte di Santa Teresa. Sulle pareti laterali sono collocate tele raffiguranti la Visione mistica di San Giovanni della Croce di anonimo del 1675 ca., Elia rapito sul carro di fuoco di CHARLES DAUPHIN (1675 ca.), l'Adorazione dei pastori e l'Adorazione dei Magi di GIOVANNI ANTONIO MARI (1716).
Nel transetto destro è l'Altare della Sacra Famiglia, realizzato fra il 1715-’18 su progetto di FILIPPO JUVARRA. Il basamento dell’altare segue l’andamento sinusoidale della balaustra. Sui gradini poggia la mensa costituita da un'urna bronzea ottocentesca con ai lati due Putti in marmo bianco e verso l’esterno partiture in marmi rossi e verdi profilati di giallo. Il secondo ordine di basamento in marmo porta due tronchi di colonnine scanalate, supporto per i due Angeli adoranti in marmo bianco. Due colonne in marmo per parte fiancheggiano la pala centinata raffigurante la Sacra Famiglia di SEBASTIANO CONCA. L’architrave incompleto consta nel frontone triangolare spezzato; sugli spioventi divergenti stanno le statue della Fede a sinistra e della Carità a destra, opera di CARLO ANTONIO TANTARDINI. Gli spioventi convessi incorniciano lo Stemma dei Tana contornato da quattro Putti.
L’affresco della volta a botte fu eseguito nel 1878 da RODOLFO MORGARI e rappresenta l'Apparizione dell’Angelo a San Giuseppe; sulle pareti laterali sono disposte le tele che rappresentano la Disputa di Gesù con i dottori e la Fuga in Egitto.
La terza Cappella a destra è quella di San Giovanni della Croce, costruita nel 1677 su progetto di A. VALPERGA. Sulla volta della cupoletta sono dipinte illusionistiche architetture abitate da Putti. Sull'altare in marmo di CARLO BUSSO con Stemma gentilizio al centro del timpano è la pala seicentesca raffigurante San Michele che sostiene la Croce di San Giovanni di GIOVANNI BATTISTA PERUZZINI. Sulle pareti vi sono affreschi del PERUZZINI con Storie del Santo titolare e le statue dei Santi Elia e Teresa provenienti dall’altare maggiore e qui trasferite nel 1844.
Segue la Cappella di Santa Teresa del Bambino Gesù, già dell'Addolorata, realizzata a fine Seicento e rimaneggiata nel 1767, con pala sull’altare della Pietà di IGNAZIO NEPOTE, autore anche delle figure degli affreschi con quadrature a motivi architettonici e Putti di GAETANO PEREGO. Nel 1936 furono eseguiti lavori diretti dall’ing. GALLO, con volte, lesene e sott’archi di ENRICO TAGLIAFERRO, un affresco raffigurante la Morte della Santa titolare di NICOLA ARDUINO sulla parete sinistra che ha coperto le quadrature di G. Perego, stucchi lucidi delle pareti di PIETRO PIATTARELLI ed EUSEBIO ALBERTINO, pala in marmo a rilievo di VIRGILIO AUDAGNA , tabernacolo e portali in marmo di ALBINO BOSCO.
La prima a destra è la cappella di Sant’Erasmo. Nella nicchia sulla parete destra è collocata la Tomba della Madama Reale Cristina di Francia con semplice lastra in marmo bianco, proveniente dalla Chiesa gemella di Santa Cristina e qui collocata il 1º dicembre 1855. Sull'altare, tra le colonne tortili, è la tela raffigurante il Martirio di Sant’Erasmo di TARQUINIO GRASSI (1720 ca.). Il monumento funebre di Ambrogio Fassetto d’Alba è opera di CARLO ANTONIO TANTARDINI. La Cappella è priva di affreschi su pareti e cupola.